# Gustave Van Hoorde
Pour les articles homonymes, voir Van Hoorde.
Gustave Van Hoorde, né à Anvers, le 16 février 1844 et mort après 1911, est un peintre et un décorateur belge.
Son champ pictural couvre essentiellement les paysages.

## Biographie

### Famille
Gustave (Josephus Gustavus Cornelius) Van Hoorde, né à Anvers, le 16 février 1844 est le fils d'Augustinus Van Hoorde (1813-1875), peintre décorateur, natif de Gentbrugge et de Maria Joanna Theresia Gillis (1818-1883), native d'Anvers, où ils se sont mariés le 11 mai 1843,.

### Formation
Étudiant à l'Académie royale des beaux-arts d'Anvers, Gustave Van Hoorde a notamment Jacob Jacobs comme professeur de peinture de paysages et d'animaux.

### Carrière
Gustave Van Hoorde, résidant Marché aux Bœufs, no 28, expose pour la première fois au Salon de Bruxelles de 1863, puis à ceux de 1872, 1875 et 1878, de même qu'à quatre éditions du Salon de Gand (1868, 1871, 1874 et 1877) et à trois éditions du Salon d'Anvers (1870, 1873 et 1876).
Succédant à son père, il dirige à partir de 1875 l'atelier familial de décoration et de peinture, rue Saint-Joseph, no 17, où il a notamment comme élève Romain Steppe,,.
Gustave Van Hoorde meurt après 1911.

## Œuvres
Ses œuvres connues sont celles exposées aux salons triennaux :
- Salon de Bruxelles de 1863 : Un ruisseau - souvenir des environs de Spa[7].
- Salon de Gand de 1868 (XXVII) : Bord d'un canal, effet du matin[8].
- Salon d'Anvers de 1870 : Le Matin - effet de brouillard, Environs de Botelberg à Calmpthout et Sous bois-automne[9].
- Salon de Gand de 1871 (XXVIII) : Vue prise à Deurne[10].
- Salon de Bruxelles de 1872 : Près d'une ferme en Campine - début d'automne[11].
- Salon d'Anvers de 1873 : Vallée de l'Amblève à Coo, près de Spa - effet du matin[12].
- Salon de Gand de 1874 (XXIX) : Vue prise aux environs de Spa[13].
- Salon de Bruxelles de 1875 : Souvenir des environs de Spa[14]
- Salon d'Anvers de 1876 : Environs de Malmédy - effet du matin et Sur les plateaux en Ardenne - temps orageux[15]
- Salon de Gand de 1877 (XXX) : Fin du jour, Campine[16].
- Salon de Bruxelles de 1878 : Matinée d'automne[17].